# Rudong
Rudong (如东县,  Rúdōng Xiàn) ist ein chinesischer Kreis der bezirksfreien Stadt Nantong in der Provinz Jiangsu. Er hat eine Fläche von 1.733 km² und zählt 995.983 Einwohner (Stand: Zensus 2010). Sein Hauptort ist die Großgemeinde Juegang (掘港镇).
Auf Gemeindeebene setzt sich der Kreis aus fünfzehn Großgemeinden zusammen. 